# Кирнати (Абхазия)
Кирнати или Цыхча (абх. Цыхча, груз. კირნათი) — село в Абхазии, в Гулрыпшском районе частично признанной Республики Абхазия, согласно административному делению Грузии — в Гульрипшском муниципалитете Абхазской Автономной Республики.

## Население
В 1959 году в селе Кирнати проживали 56 человек, в основном грузины (в Азанском сельсовете в целом — 778 человек, в основном грузины, а также армяне). В 1989 году в селе жило 14 человек, также в основном грузины.